# Tractat sobre els principis del coneixement humà
El Tractat sobre els principis del coneixement humà és l'obra cabdal de George Berkeley. Publicat en 1710, pretenia refutar alguna de les idees de John Locke sobre l'empirisme, especialment la noció d'objecte extern com a causa de les experiències sensorials.
L'essència de les coses és ser percebudes; la persona només és conscient de l'existència de quelcom quan ho percep, ja que tot coneixement sorgeix d'aquesta percepció, d'aquesta entitat que es grava a la ment. Però, allò que es percep es processa com a idea i no es pot afirmar l'existència de l'objecte més enllà d'aquesta idea formada d'aquest: per a l'ésser humà, el món exterior està fet d'idees que poden ser percebudes i conegudes. Totes les lleis de les matemàtiques i altres ciències sobre la realitat no tracten sobre els objectes materials, sinó sobre com s'apareixen i s'apareixeran en el futur les idees relacionades amb aquests suposats objectes, fins i tot les idees primàries com magnitud o nombre, que no deixen de ser conceptes.